# Intel QuickPath Interconnect
QuickPath Interconnect (kurz: QPI) ist eine von Intel entwickelte Punkt-zu-Punkt-Verbindung für die Kommunikation zwischen Prozessoren untereinander und für die Kommunikation zwischen Prozessoren und Chipsatz. QPI ist im Gegensatz zu seinem Vorgänger Front Side Bus (FSB) kein Bussystem, sondern ein Routing-Mechanismus, der dafür sorgt, dass Datenpakete in einem Netzwerk aus mehreren Prozessoren die richtige Empfänger-CPU erreichen. QPI wurde als Common System Interface (CSI) entwickelt und löste ab dem Core i7 und der damit verbundenen Einführung der Nehalem-Architektur den FSB bei Intel-basierten Systemen ab.

## Technisches
| Takt- frequenz | Transfers | Netto               | Brutto              | aggregiert Brutto   | Jahr |
| (GHz)          | (GT/s)    | Datenrate (GByte/s) | Datenrate (GByte/s) | Datenrate (GByte/s) | Jahr |
| -------------- | --------- | ------------------- | ------------------- | ------------------- | ---- |
| QPI            |           |                     |                     |                     |      |
| 002,4          | 004,8     | 009,6               | 012                 | 0024                | 2008 |
| 002,93         | 005,86    | 011,73              | 014,66              | 0029,33             | 2009 |
| 003,2          | 006,4     | 012,8               | 016                 | 0032                | 2008 |
| 003,6          | 007,2     | 014,4               | 018                 | 0036                | 2012 |
| 004            | 008       | 016                 | 020                 | 0040                | 2012 |
| 004,8          | 009,6     | 019,2               | 024                 | 0048                | 2014 |
| UPI            |           |                     |                     |                     |      |
| 004,8          | 009,6     | 019,2               | 024                 | 0048                | 2017 |
| 005,2          | 010,4     | 020,8               | 026                 | 0052                | 2017 |

QPI wurde in Konkurrenz zu AMDs HyperTransport-Technologie entwickelt und die erste Version wird seit der zweiten Jahreshälfte 2008 gebaut.
Ein QPI-Port besteht aus zwei unidirektionalen QPI-Links, für jede Übertragungsrichtung einen. Ein QPI-Link besteht aus 20 Leitungspaaren zum symmetrischen Übertragen von 20 Bits. QPI der ersten Version wurde mit 2,4 bzw. 3,2 GHz getaktet und im DDR-Verfahren mit zwei Transfers pro Takt bzw. ein Transfer je Taktflanke betrieben, was eine Übertragungsrate von 4,8 bzw. 6,4 Gigatransfer pro Sekunde (GT/s) ergab.
Da QPI eine Vollduplex-Punkt-zu-Punkt-Verbindung ist, sind zwei (unidirektionale) Links für eine QPI-Verbindung erforderlich.
Allerdings ist die Betrachtung der Bandbreite allein nicht aussagefähig für die Geschwindigkeit eines Systems. Hinzu kommt noch die Latenz als genauso wichtiges Kriterium. Beim FSB ist sie vermutlich geringer, weil es ein Bussystem ist und hier kein Routing stattfindet. Der Crossbar-Router in den neuen Nehalem-Prozessoren ist eine zusätzliche Komponente auf der Übertragungsstrecke, die die Signallaufzeiten und damit die Latenz vergrößert, was die Datenrate nicht beeinflusst, die Geschwindigkeit des Gesamtsystems aber senkt. Was nun in der Praxis schneller ist, FSB1600 oder QPI der ersten Version, hängt vom Anwendungsfall ab. Werden oft hintereinander kleine Datenmengen übertragen, ist FSB aufgrund der geringeren Latenz im Vorteil, bei großen Datenmengen am Stück QPI. Da QPI aber bidirektional übertragen kann, wird der Nachteil der höheren Latenz vom FSB ausgeglichen, sofern der Anwendungsfall es erfordert, was bei Mehrkernprozessoren sicher der Fall ist, wenn z. B. ein Kern Daten vom Speicher holt und der andere gleichzeitig Daten zur Grafikkarte übermittelt.
Die Übertragung auf einem QPI-Link findet in 80-Bit-Paketen statt (von Intel Flit genannt), wofür bei 20 Leitungspaaren je ein Bit-4-Transfers bzw. -Übertragungszyklen (Phits genannt) benötigt werden. Von den 80 Bits eines Flits sind 64 Bit Nutzdaten, die restlichen 16 Bit sind Meta-Daten. Meta-Daten enthalten CRC-Fehlerkorrektur-Informationen wie auch Routing-Daten für den Link-Layer für Message Classes und Virtual Channels.
Bis zum 31. März 2010 war ein QPI-Takt von 3,2 GHz nur den größeren Core-i7-Modellen vorbehalten. An diesem Tag jedoch hat Intel bekannt gegeben, dass auch der Core i7 920, und die anderen i7-CPUs mit einem QPI von 4,8 GT/s, ohne Verlust der Garantie mit 6,4 GT/s betrieben werden können. Dies trifft für alle Modelle zu, inkl. des älteren C0-Steppings.